# Meridiotroctes meridionale
Meridiotroctes meridionale är en skalbaggsart som beskrevs av Martins och Maria Helena M. Galileo 2007. Meridiotroctes meridionale ingår i släktet Meridiotroctes och familjen långhorningar. Inga underarter finns listade i Catalogue of Life.